# Wu Chun
Goh Kiat Chun, mais conhecido pelo pseudônimo Wu Chun (em chinês: 吳尊; pinyin: Wú Zūn; Bandar Seri Begawan, 10 de outubro de 1979), é um ator, cantor, empreendedor e modelo bruneano-taiwanês. Ele é mais conhecido por ter sido um dos membros da boy band Fahrenheit de 2005 a 2011, período de atividade do grupo musical.

## Biografia
Wu Chun, pseudônimo de Goh Kiat Chun, nasceu na capital de Brunei, Bandar Seri Begawan, em 10 de junho de 1979. Nessa cidade, cresceu e completou o Ensino Médio no Colégio Chung Hwa. Em seguida, graduou-se em Administração pelo Instituto Real de Tecnologia de Melbourne, na Austrália. Após a conclusão do Ensino Superior, ingressou na Seleção Bruneana de Basquetebol, mas não conseguiu destaque na carreira esportiva.
Antes de iniciar a carreira musical, Chun trabalhou como modelo para as empresas Yilin (de Taiwan) e Diva Models (de Singapura). Em 2005, se juntou ao quarteto Fahrenheit, boy band taiwanesa.